# Nanna kamerunica
Nanna kamerunica – gatunek motyla z rodziny mrocznicowatych i podrodziny niedźwiedziówkowatych.
Gatunek ten opisany został w 2007 roku przez L. Kühne, który jako miejsce typowe wskazał wulkan Kamerun.
Skrzydła białe lub jasnoszare. Samce mają narządy rozrodcze o słabo widocznym lub zanikłym processus basalis plicae. Supervalva jest bardzo duża i uchokształtna.
Motyl afrotropikalny, znany tylko z Kamerunu.